# Greatest Hits (альбом Энрике Иглесиаса)
Greatest Hits — первый англоязычный и четвёртый по счёту сборник испанского поп-певца Энрике Иглесиаса, выпущенный 11 ноября 2008 года на лейбле Interscope Records. Альбом содержит 15 старых и 2 новые песни — «Away» (дуэт с Шоном Гарреттом) и «Takin’ Back My Love» (дуэт с Сиарой). В Европе было продано более 1 млн экземпляров альбома.

## Список композиций
| №                   | Название                                                                     | Автор(ы)                                             | Длительность |
| ------------------- | ---------------------------------------------------------------------------- | ---------------------------------------------------- | ------------ |
| 1.                  | «Bailamos» (С альбома: Enrique)                                              | Марк Тейлор / Пол Берри                              | 3:33         |
| 2.                  | «Away (при участии Шона Гарретта)» (Издаётся впервые)                        | Энрике Иглесиас / Шон Гарретт                        | 3:59         |
| 3.                  | «Hero» (С альбома: Escape)                                                   | М. Тайлор / Э. Иглесиас / П. Берри                   | 4:24         |
| 4.                  | «Be With You» (С альбома: Enrique)                                           | Э. Иглесиас / М. Тейлор / П. Барри                   | 3:41         |
| 5.                  | «Takin’ Back My Love (дуэт с Сиарой)» (Издаётся впервые)                     | RedOne / Френки Шторм / Энрике Иглесиас              | 3:50         |
| 6.                  | «Rhythm Divine» (С альбома: Enrique)                                         | Пол Барри / Марк Тейлор                              | 3:30         |
| 7.                  | «Do You Know? (Ping Pong Song)» (С альбома: Insomniac)                       | Э. Иглесиас / Sean Garrett / К. Паукар               | 3:38         |
| 8.                  | «Tired Of Being Sorry» (С альбома: Insomniac)                                | Скот Томас / Géraldine Delacoux                      | 4:02         |
| 9.                  | «Escape» (С альбома: Escape)                                                 | Кара ДиоГарди / Э. Иглесиас / С. Моралез / Д. Сигель | 3:29         |
| 10.                 | «Could I Have This Kiss Forever (дуэт с Уитни Хьюстон)» (С альбома: Enrique) | Дайан Уоррен                                         | 3:55         |
| 11.                 | «Not In Love (дуэт с Келис)» (С альбома: 7)                                  | М. Тайлор / П. Берри                                 | 3:42         |
| 12.                 | «Don’t Turn Off The Light» (С альбома: Escape)                               | К. ДиоГуарди / Э. Иглесиас / С. Моралез / Д. Сигель  | 3:47         |
| 13.                 | «Love To See You Cry» (С альбома: Escape)                                    | М. Тайлор / Э. Иглесиас / П. Берри / С. Точ          | 4:07         |
| 14.                 | «Maybe» (С альбома: Escape)                                                  | К. ДиоГуарди / Э. Иглесиас / С. Моралез / Д. Сигель  | 3:15         |
| 15.                 | «Addicted» (С альбома: 7)                                                    | Э. Иглесиас / М. Тейлор / П. Берри                   | 5:02         |
| 16.                 | «Somebody’s Me» (С альбома: Insomniac)                                       | Энрике Иглесиас, Джон Шанкс, Кара ДиоГуарди          | 3:59         |
| 17.                 | «Can You Hear Me (Официальный гимн UEFA Euro 2008)» (С альбома: Insomniac)   | Энрике Иглесиас / Стив Моралез / Френки Шторм        | 3:43         |
| Общая длительность: | Общая длительность:                                                          | Общая длительность:                                  | 73:19        |

| №   | Название                                                                   | Длительность |
| --- | -------------------------------------------------------------------------- | ------------ |
| 18. | «Miss You (дуэт с Надьей)» (Бразилия и Франция)                            | 4:04         |
| 19. | «Push (при участии Лила Вейна)» (США, Itunes)                              | 3:51         |
| 20. | «Hero Christopher Lawrence Remix» (Великобритания)                         | 7:51         |
| 21. | «Takin’ Back My Love (Sans l'ombre d'un remord) (дуэт с Tyssem)» (Франция) | 3:51         |
| 22. | «Takin’ Back My Love (дуэт с Сарой Коннор)» (Европа)                       | 3:54         |
| 23. | «Not In Love (Bill Hamel Remix)» (Специальное издание)                     | 6:59         |

| №   | Название               | Режиссёр                 | Длительность |
| --- | ---------------------- | ------------------------ | ------------ |
| 1.  | «Bailamos»             | Режиссёр Пол Хантер      | 5:28         |
| 2.  | «Rhythm Divine»        | Франсис Лавренсе         | 4:00         |
| 3.  | «Hero»                 | Джозеф Кан               | 4:12         |
| 4.  | «Escape»               | Дев Майерс               | 3:28         |
| 5.  | «Love To See You Cry»  | Метью Ролстон            | 4:07         |
| 6.  | «Addicted»             | Питер Берг               | 5:00         |
| 7.  | «Do You Know?»         | Джесси Терреро           | 3:40         |
| 8.  | «Tired Of Being Sorry» | Джесси Терреро           | 4:03         |
| 9.  | «Can You Hear Me»      | Пол Минор                | 3:43         |
| 10. | «Tired Of Being Sorry» | Insomniac Tour, Бельфаст |              |
| 11. | «Be With You»          | Insomniac Tour, Бельфаст |              |

## Хит-парады
| Страна (2008 −2009) | Лучший результат | Продажи  | Сертификация      |
| ------------------- | ---------------- | -------- | ----------------- |
| Европа              | 14               | 700 000+ |                   |
| Австралия           | 65               |          |                   |
| Бельгия             | 5                | 15 000+  | золотой           |
| Франция             | 2                | 80 000+  | золотой           |
| Греция              | 18               |          |                   |
| Индия               | 1                | 80 000+  | дважды платиновый |
| Дания               | 15               |          |                   |
| Нидерланды          | 4                |          |                   |
| Финляндия           | 23               |          |                   |
| Норвегия            | 3                |          |                   |
| Португалия          | 27               |          |                   |
| Россия              | 15               | 25 000   | платиновый        |
| Швейцария           | 24               |          |                   |
| Швеция              | 2                | —        |                   |
| Великобритания      | 3                | 450 000  | платиновый        |
| США Billboard 200   | 80               | 30 000+  |                   |